# 白糸の滝 (山形県)
白糸の滝（しらいとのたき）は、山形県最上郡戸沢村にある滝。日本の滝百選の一つ。

## 概要
最上川沿いに標高300-500mの山地が急斜面を形成する最上峡には最上四十八滝という滝群があり、西端にある白糸の滝はその中でも最大である。最上川に落ちる水が白糸のようであるところから名付けられた。
滝の下には不動堂が、対岸には草薙温泉がある。

## 文学との関係
古くからに文学作品に登場し、下記の和歌などの例がある（カッコ内は登場する作品と作者）
- 「もかみ川 滝のしら糸 くる人の こころによらぬは あらしとそおもふ」（『夫木抄』、源重之）
- 「最上川 瀬々の岩波 堰き止めよ 寄らで通る 白糸の滝」（『義経記』、源義経の北の方）
- 「最上川 岩越す波に 月冴えて 夜面白き 白糸の滝」（同上）
- 「白糸の滝は青葉の隙々に落ちて、仙人堂、岸に臨みて立つ。水みなぎつて舟危し」（『おくのほそ道』、松尾芭蕉）